# 호헨베르크가

호헨베르크가

호헨베르크가(Hohenberg family)는 1900년 오스트리아-헝가리 제국의 왕위 계승자로 추정되는 프란츠 페르디난트 폰 외스터라이히에스테 대공(1863-1914)와 결혼한 조피 초테크 폰 호헨베르크 여공작(1868-1914)의 후손인 오스트리아-체코 귀족 가문이다. 이들의 결혼은 조직적인 결혼이었기 때문에 자녀 중 누구도 오스트리아-헝가리 왕위 계승 순위에 있지 않았다. 그럼에도 불구하고 이들은 합스부르크-로트링겐 가문의 고위 불가지론자 가문을 대표한다.
가장은 전하의 스타일로 공작 칭호를 가지고 있으며, 다른 모든 구성원은 고요한 전하의 스타일로 왕자나 공주 칭호를 받는다.